# Sauro Longhi
Sauro Longhi (Loreto, 11 settembre 1955) è un ingegnere italiano professore ordinario di Automatica presso la facoltà di Ingegneria dell'Università Politecnica delle Marche, di cui è rettore per il periodo 2013-2019.

## Biografia
Nel 1979 si laurea con Lode in Ingegneria Elettronica presso l'Università degli Studi di Ancona. In seguito svolge attività di ricerca e progettazione elettronica presso il Laboratorio di Ricerca e Sviluppo della Telettra S.p.A. di Chieti. Nel 1983 presta servizio presso la Facoltà di Ingegneria dell'Università Politecnica delle Marche e dal 2001 vi è professore ordinario di Automatica. Dal 2005 al 2012 è stato Presidente del Corso di Laurea in Ingegneria Informatica e dell'Automazione (CUCS) nella sede di Ancona. Dal 2011 al 2013 è stato Direttore del Dipartimento di Ingegneria dell'Informazione della stessa università e componente del Senato Accademico.
Dal 2013 al 2019 è stato Rettore dell'Università Politecnica delle Marche. Dal 2014 è presidente del cluster nazionale "Tecnologie per gli Ambienti di Vita" e presidente del Consortium GARR.

## Attività scientifiche e pubblicazioni
L'attività sviluppata è documentata da numerosissime pubblicazioni su riviste internazionali e atti di convegni internazionali. È autore di due brevetti.
L'interesse per lo sviluppo di tematiche di ricerca di tipo metodologico nell'area dell'Automatica è nato con la tesi di laurea e si è consolidato nel successivo Corso di Specializzazione presso l'Università di Roma “La Sapienza”, dove sono state acquisite in modo approfondito numerose conoscenze particolarmente innovative nelle principali aree metodologiche dell'Automatica. Pertanto la prima parte dell'attività di ricerca è stata prevalentemente teorica e di base, nell'area della teoria dei sistemi e del controllo e focalizzata su risultati di analisi e sintesi di sistemi non lineari e tempo variante.
Nell'area delle tecnologie per gli ambienti di vita ed in particolare nelle soluzioni tecnologiche per l'Ambient Assisted Living, ha contribuito alla proposta di Cluster nazionale per le “Tecnologie per gli ambienti di vita” finanziata dal MIUR.